# ولی‌عصر (بابل)
ولی‌عصر، روستایی است از توابع بخش مرکزی شهرستان بابل در استان مازندران ایران.

## جمعیت
این روستا در دهستان فیضیه قرار دارد و براساس سرشماری مرکز آمار ایران در سال ۱۳۸۵، جمعیت آن ۲۴۳ نفر (۶۴خانوار) بوده‌است.